# Безлюдовка (остановочный пункт)
Безлюдовка (укр. Безлюдівка) — железнодорожная платформа Южной железной дороги, находящаяся в городе Харьков и являющаяся важным транспортным узлом. Поезда дальнего следования по платформе Безлюдовка не останавливаются.
Находится на развилке магистралей Харьков — Букино и Харьков — Купянск и ежесуточно пропускает до 100 пассажирских, пригородных и грузовых поездов.
Остановочный пункт обслуживает движение поездов по пропуску, останавливаются здесь лишь пригородные электрички. Поезда дальнего следования на платформе Безлюдовка не останавливаются.

## Описание
Станция возникла в 1927 году.
Пассажирское пригородное движение обслуживается исключительно электропоездами ЭР2, ЭР2Р, ЭР2Т депо Харьков. В чётном направлении поезда идут до станций Харьков-Пассажирский, Харьков-Левада, в нечётном — до станций Змиёв, Шебелинка, Балаклея, Савинцы, Изюм, Красный Лиман, Мохнач, Чугуев, Граково.
Вокзал без зала ожидания, есть кассы, диспетчерская, склады (рабочие ж/д), и место от бывшего угольного склада.
Основными пассажирами являются жители поселка Безлюдовка, пляжники.
Стоянка электропоездов — от 1 до 10 минут.